# Žitkovac
Žitkovac (Servisch: Житковац) is een plaats in de Servische gemeente Aleksinac. De plaats telt 2680 inwoners (2002).